# Fareed Sadat
Fareed Sadat (* 10. November 1998 in Isfahan) ist ein finnisch-afghanischer Fußballspieler.

## Karriere

### Verein
Fareed Sadat wurde am 10. November 1998 in Afghanistan geboren, wo er auch aufwuchs, ehe er im Jahre 2011 mit seiner Familie nach Finnland kam. Nachdem er zuerst auf Vereinsbasis für die Jugend des Atlantis FC gespielt hatte, war er danach im Nachwuchs des unterklassig agierenden Grankulla IFK (GrIFK) aktiv und kam für dessen Herrenmannschaft im Jahre 2014 zu seinem Debüt in der drittklassigen Kakkonen. Dabei debütierte der erst 15-Jährige am 7. August 2014 bei einem 5:0-Erfolg über Someron Voima (SoVo), als er in der 70. Spielminute für Claudio Matrone auf den Rasen kam. Nur einen Monat später kam er am 4. September zu einem weiteren Drittligaeinsatz, als er beim 2:1-Auswärtssieg gegen Salon Palloilijat (SalPa) erneut als Matrone-Ersatz ab der 80. Minute auflief. Zum Saisonende 2014 rangierte er mit GrIFK mit sieben Punkten Rückstand auf die Ekenäs IF (EIF) auf dem zweiten Tabellenplatz. Für das Spieljahr 2015 wechselte er zum Ligakonkurrenten FC Espoo, der mittlerweile als Letzter der Eteläinen in die viertklassige Kolmonen abgestiegen war. Bei Espoo verbrachte er den Großteil des Jahres im vereinseigenen Nachwuchs, konnte jedoch auch durch Einsätze in der Kolmonen überzeugen. Mit der Mannschaft schaffte er umgehend den neuerlichen Aufstieg in die dritthöchsten finnische Fußballliga. Weiters fiel er auch im finnischen Fußballpokal des Spieljahres 2015 auf, als er unter anderem beim 9:0-Kantersieg in der zweiten Runde über Kellokosken Alku (KelA) vier Treffer erzielte. Mit der Mannschaft schied er in der nachfolgenden Runde mit 1:2 gegen Savannan Pallo (SaPa) vom laufenden Turnier aus.
Anfang 2016 wechselte der torgefährliche Stürmer zum finnischen Erstligisten FC Lahti, bei dem er einen Einjahresvertrag mit der beidseitigen Option auf zwei weitere Jahre unterschrieb. Da die Vertragsunterzeichnung erst mit 16. Februar 2016 bekannt gegeben wurde, war Sadat bis dahin abwechselnd für beide Klubs aktiv. So gab er sein Pflichtspieldebüt für den FC Lahti und spielte daraufhin wieder kurze Zeit abwechselnd für den Nachwuchs des FC Espoo. Im finnischen Ligapokal des Spieljahres 2016 wurde er in drei der fünf Gruppenspiele eingesetzt und qualifizierte sich mit der Mannschaft als Gruppensieger der Gruppe B für das Finale, das das Team erst im Elfmeterschießen gegen den Gruppensieger der Gruppe A, Seinäjoen JK, für sich entschied. Nachdem er am 1. April 2016 auch beim 6:0-Kantersieg über Atletico Malmi in der fünften Runde des finnischen Fußballpokals des Spieljahres 2016 über 90 Minuten im Einsatz war, holte ihn Toni Korkeakunnas auch für die nachfolgenden Ligapartien in den Profikader. Hierbei saß er am 9. April 2016 bei einem 1:1-Auswärtsremis gegen Inter Turku erstmals uneingesetzt auf der Ersatzbank der Veikkausliiga. Nachdem er auch in der vierten und fünften Spielrunde ohne Einsatz auf der Bank gesessen hatte, kam er am 28. April 2016 zu seinem Profidebüt. Dabei wurde er beim 4:0-Sieg über Vaasan PS in der 80. Spielminute für den Russen Iwan Wladimirowitsch Solowjow eingewechselt und erzielte rund neun Minuten später nach Vorlage von Duarte Tammilehto den Treffer zum 4:0-Endstand. Mit 17 Jahren, fünf Monaten und 18 Tagen war er bis zu diesem Zeitpunkt der jüngste eingesetzte Spieler der Veikkausliiga im Spieljahr 2016.
Die Saison 2022 spielte er in Kambodscha beim Erstligisten Phnom Penh Crown. Mit dem Verein aus der Hauptstadt Phnom Penh feierte er am Ende der Saison die Meisterschaft. Im Januar 2023 wechselte er nach Thailand, wo er einen Vertrag beim Zweitligisten Nakhon Si United FC unterschrieb. Für den Verein aus Nakhon Si Thammarat bestritt er neun Zweitligaspiele. Nach der Saison wurde sein Vertrag im Sommer 2023 nicht verlängert.

### Nationalmannschaft
Nachdem er im Oktober 2016 bekannt gab, nach seinem 18. Geburtstag die finnische Staatsbürgerschaft zu beantragen, absolvierte er 2017 drei Spiele für die finnische U-17-Nationalmannschaft. Im Dezember 2018 wurde Sadat erstmals für die afghanische A-Nationalmannschaft nominiert. Im zweiten Freundschaftsspiel gegen Turkmenistan am 28. Dezember 2018 kam er  erstmals zum Einsatz. Während der Qualifikation zur U-23-Asienmeisterschaft 2020 absolvierte Sadat drei Spiele für die U-23-Nationalmannschaft Afghanistans. Die Qualifikation verlief letztlich erfolglos.

## Erfolge
Grankulla IFK
- Vizemeister der Eteläinen der Kakkonen: 2014

FC Espoo
- Meister der Helsinki ja Uusimaa – Lohko 1 der Kolmonen: 2015

FC Lahti
- Finnischer Ligapokalsieger: 2016

Phnom Penh Crown
- Kambodschanischer Meister: 2022